# Virus dell'epatite C
Il virus dell'epatite C (HCV) è un membro della famiglia Flaviviridae ed è la specie tipo del genere Hepacivirus. È l'agente eziologico dell'Epatite virale C.
È un virus dal diametro di 55-65 nm dotato di un pericapside a composizione prevalentemente lipidica e di un capside icosaedrico contenente una molecola di RNA a filamento singolo con polarità positiva, lungo all'incirca 9600 nucleotidi. Il genoma alle estremità 5' e 3' contiene due regioni non codificanti e inoltre codifica per una singola poliproteina di 3000 amminoacidi. Nella poliproteina, che viene processata da proteasi virali e cellulari, si possono identificare due glicoproteine del pericapside dette E1 ed E2 che possiedono regioni ipervariabili responsabili della grande variabilità antigenica del virus, e oltre a queste altre otto proteine. La proteina C è parte integrante del nucleocapside, NS1 e NS2 sono due proteine transmembrana, NS3 è una RNA elicasi e una proteasi, NS4A e NS4B sono cofattori della proteasi NS3, NS5A è una proteina di resistenza agli interferoni che si lega al recettore per TNF e alla proteina chinasi R bloccando l'apoptosi e infine NS5B è la polimerasi virale.
Quando entra in circolo si lega al recettore CD81 (tetraspanina), espresso da epatociti e linfociti B oltre che ai recettori delle lipoproteine a bassa densità (LDL) dal momento che si ricopre di LDL o VLDL. Una volta endocitato nella cellula HCV esce dagli endosomi, rilascia il proprio RNA a polarità positiva che, funzionando come un mRNA, tramite un'ansa si lega ai ribosomi cominciando la traduzione. Si ottiene così un polipeptide di 3.011 amminoacidi che viene poi scisso proteoliticamente da NS2, NS3, NS4A e da proteasi cellulari. Il genoma viene replicato a partire dall'RNA a polarità positiva tramite NS5B, una RNA-polimerasi RNA-dipendente virale, si trascrive prima uno stampo di RNA a polarità negativa e successivamente a partire da questo si ottiene il genoma a polarità positiva. Il virione completo viene rilasciato per esocitosi. Si stima che ciascuna cellula infettata produca 50 virioni al giorno.

## Patologia
Il virus è l'agente eziologico dell'epatite virale C, che colpisce il fegato degli Hominoidea, compreso l'uomo, provocando l'infiammazione nota come epatite.